# Antalis rossati
Antalis rossati é uma espécie de molusco pertencente à família Dentaliidae.
A autoridade científica da espécie é Caprotti, tendo sido descrita no ano de 1966.
Trata-se de uma espécie presente no território português, incluindo a zona económica exclusiva.